# Eusebio Mateos Ortega
Eusebio Mateos Ortega nació en 1955 en Tonalá, Jalisco. Hijo de padres alfareros, comenzó a elaborar piezas desde los 12 años.
Su especialidad es la preparación de los colores naturales y la innovación en sus creaciones de barro negro esgrafiado mismas que han sido exportadas a Estados Unidos, Francia, Holanda, Italia, Japón y a muchas partes de México. Desde 1990 ha participado en eventos de Tonalá, Tlaquepaque, Querétaro, Oaxaca, entre otros.
La elaboración de jarrones, tibores, platones y especialmente piezas miniaturas son las que le han dado las mayores satisfacciones. Además recibió el Premio Nacional de Ciencias y Artes en el área de Artes y Tradiciones Populares en el año 2006 como miembro del grupo “Tradición Tonalteca”.